# Variable W Virginis
Els estels variables W Virginis són un tipus de estels variables pulsants similars a les cefeides. Igual que altres cefeides, mostren una relació entre el seu període i la seva lluminositat, però diferent al de les cefeides clàssiques com δ Cephei o η Aquilae. A diferència d'aquests són estels de Població II i, per tant, tenen una metal·licitat menor que la del Sol. Igualment, les seves amplituds, les seves corbes de llum, les seves característiques espectrals i les seves corbes de velocitat radial són diferents. Típicament tenen 1,5 magnituds menys que les cefeides clàssiques però són més lluminoses que les variables RR Lyrae. La seva massa és inferior a la massa solar, per la qual cosa estan clarament en un estat evolutiu diferent.
Tenen períodes d'aproximadament 10 - 20 dies i són comuns en cúmuls globulars i en l'halo galàctic, si bé també poden trobar-se en altres zones de les galàxies. El seu màxim exponent, i que ha donat nom al grup, és l'estrella W Virginis.